# Esa Ruuttunen

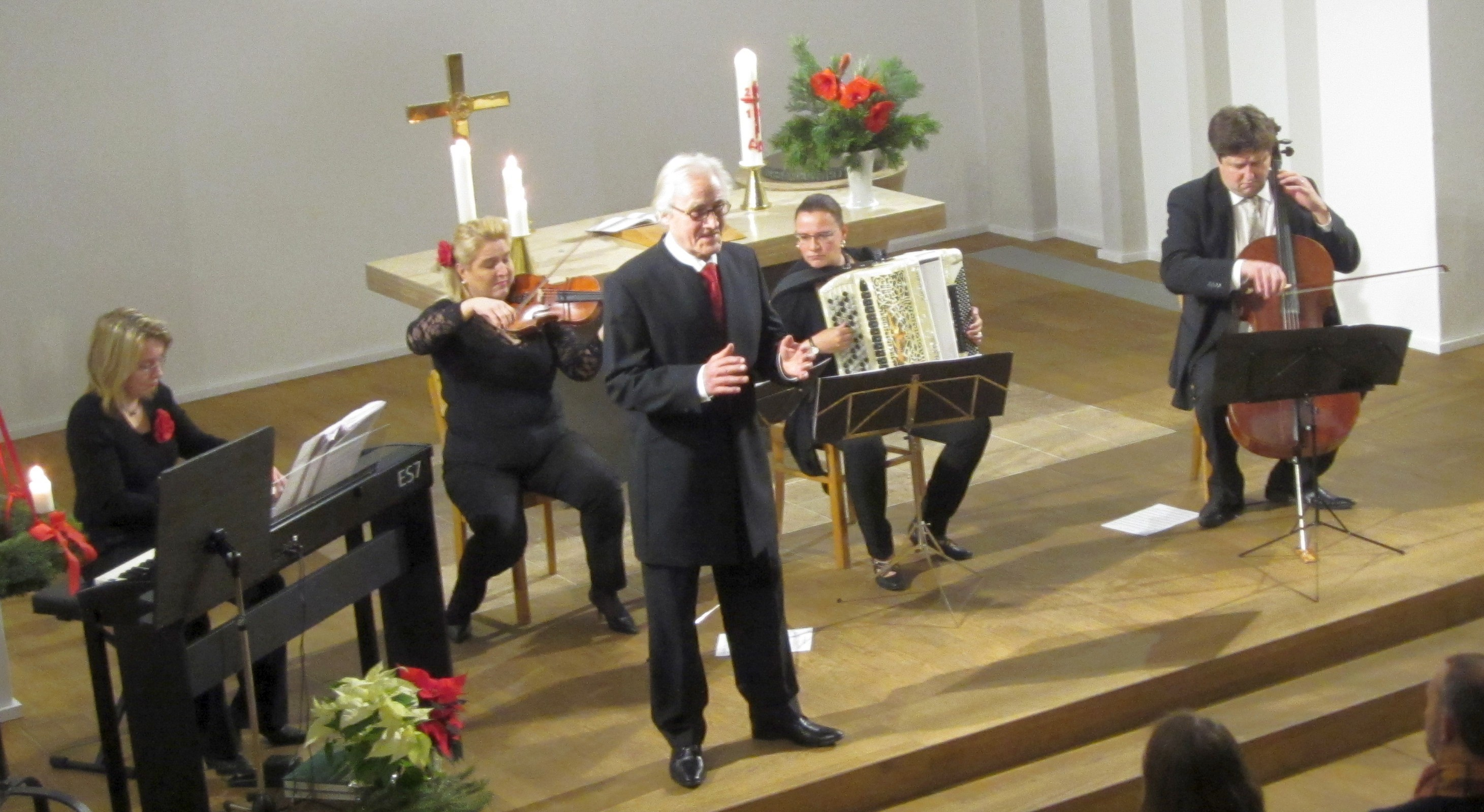
Esa Ruuttunen.

Esa Kustaa Ruuttunen, född 11 mars 1950 i Nivala, är en finländsk sångare (basbaryton). 
Ruuttunen avlade teologie kandidatexamen 1974, var därefter ett tiotal år verksam som präst i Helsingfors och tilldelades prosts titel 2000. Efter sångstudier vid Sibelius-Akademin (Matti Lehtinen, diplom 1980) höll han sin debutkonsert 1981 och blev 1984 för ett par år lektor i kyrkosång vid Sibelius-Akademin; 1985 debuterade han på Finlands nationalopera och erhöll solistengagemang 1987. Dessutom har han framträtt som oratoriesolist och vid operorna i bland annat Berlin, Barcelona, Bayern, Stuttgart, Leipzig, London och Los Angeles. Han har kreerat titelrollen i Aarre Merikantos Juha och uppträtt som Scarpia i Tosca, Don Pizarro i Fidelio, Den flygande holländaren, Alberich i Der Ring des Niebelungen och Paavo Ruotsalainen i Joonas Kokkonens De sista frestelserna. År 2000 utförde han titelrollen i Kari Tikkas opera Luther. Han tilldelades Pro Finlandia-medaljen 2001.